# Turkey International 2011
Die Turkey International 2011 als offene Meisterschaften der Türkei im Badminton fanden vom 19. bis zum 22. Dezember 2011 in Istanbul statt. Es war die vierte Auflage des Turniers. Der Referee war Dirk Kellermann aus Deutschland. Das Preisgeld betrug 15.000 US-Dollar, wodurch das Turnier in das BWF-Level 4A eingeordnet wurde.

## Austragungsort
- Fatih Spor Kompleksi, Karagümrük Mah. Kaleboyu Cad. 111

## Finalergebnisse
| Disziplin    | Sieger                          | Finalist                    | Ergebnis          |
| ------------ | ------------------------------- | --------------------------- | ----------------- |
| Herreneinzel | Hong Ji-hoon                    | Tan Chun Seang              | 22:24 21:12 21:16 |
| Dameneinzel  | Petya Nedelcheva                | Anne Hald                   | kampflos          |
| Herrendoppel | Kim Gi-jung Kim Sa-rang         | Cho Gun-woo Shin Baek-cheol | 21:17 16:21 21:15 |
| Damendoppel  | Sandra Marinello Birgit Michels | Choi A-reum Yoo Hyun-young  | 21:18 18:21 24:22 |
| Mixed        | Cho Gun-woo Yoo Hyun-young      | Kim Sa-rang Lee So-hee      | 23:25 21:9 21:19  |